# Parvularcula
Parvularcula bermudensis fue identificada en 2003 al occidente del  Mar de los Sargazos en el océano Atlántico. Es una bacteria marina que forma una profunda  rama taxonómica en las Alfa Proteobacteria, distintivo de otros órdenes. 
Los aislamientos de Parvularcula han mostrado que son Gram-negativas, y estrictos organismos aerobios, quimioheterótrofos, ligeramente mótiles,  cortas fimbrias, con un solo flagelo.  Las colonias en "ágar marino" son muy pequeñas (0,3–0,8 mm de diámetro), pardas amarillentas y muy duras.  Son oxidasa positivas y catalasa negativas.
- Datos: Q18643189
- Especies: Parvularcula